# Corporación Macondo
Corporación Macondo es una banda colombiana de rock mestizo que mezcla los sonidos del rock, jazz, funk con sonidos autóctonos colombianos y música tradicional como la cumbia o la champeta.
Formada por Erick Bejarano (guitarra y voz), Icaro Zorbar (bajo y voz), Edwin Gómez (batería), Andrés Benavides (teclados) y Jairo Pinzón (batería) toman su nombre de una novela de Gabriel García Márquez (El pueblo Macondo, territorio de la fantasía y la brutalidad).
Se dieron a conocer masivamente en el Festival colombiano Rock al Parque 1999. Grabaron un solo álbum de edición independiente llamado Gritonas.

## Discografía
- Gritonas (1999) - Independiente